# Steffen Schorn

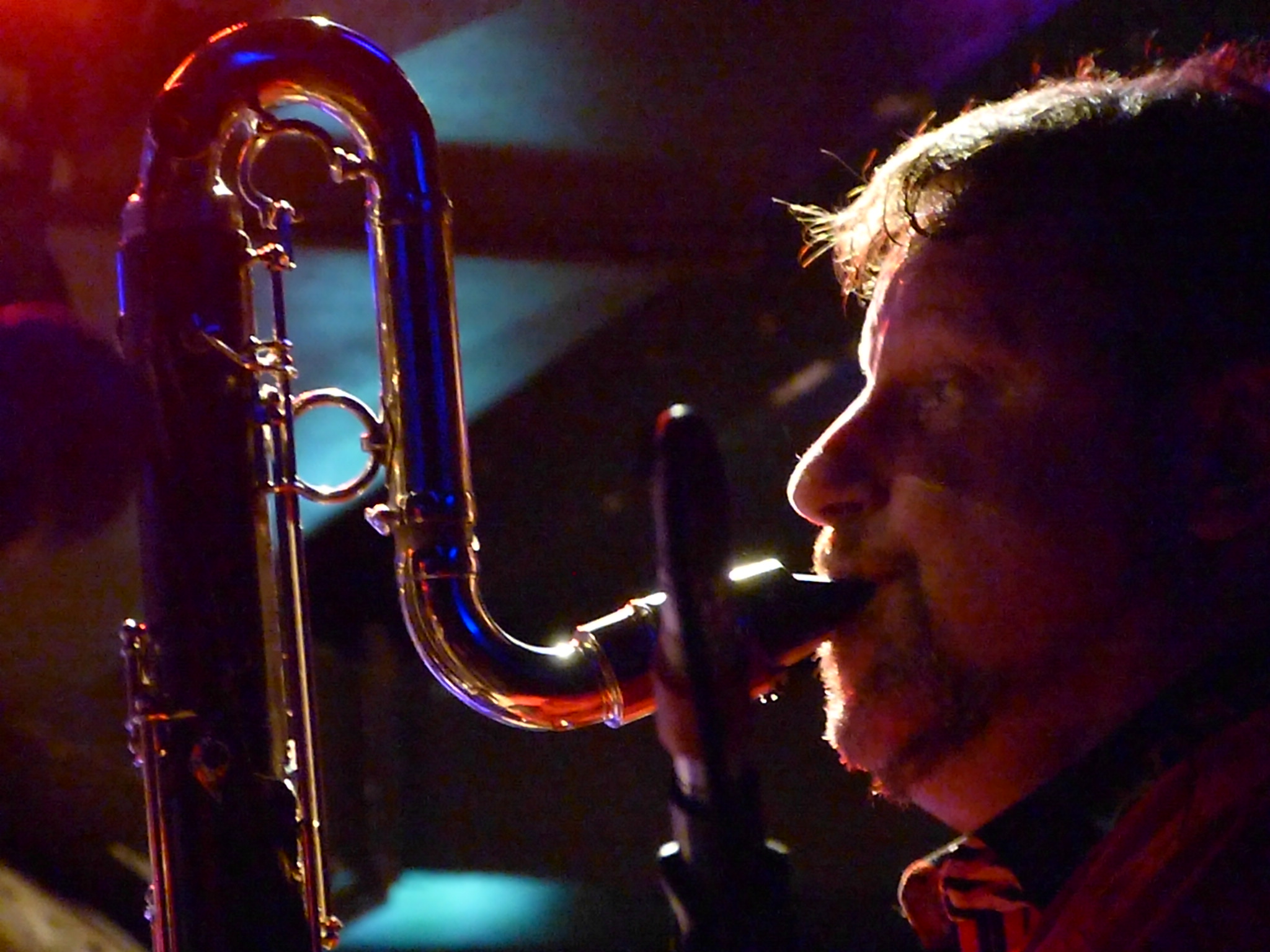
Steffen Schorn (2019)

Steffen Schorn (* 26. September 1967 in Aalen) ist ein deutscher Jazzmusiker (Saxophon und andere Holzblasinstrumente, Komposition). Er gilt als „einer der herausragenden Musiker und Komponisten des German Jazz und der zeitgenössischen Musikszene“ und leitet die Jazzabteilung der Nürnberger Musikhochschule.

## Leben und Wirken
Schorn hatte seit 1973 Trompetenunterricht, begann zwei Jahre später zu komponieren und wechselte 1981 ans Saxophon, das er als Autodidakt erlernte. Seit 1986 gehörte er sowohl dem Landesjugendjazzorchester Baden-Württemberg (bis 1990), dem Bundesjugendorchester im Bereich der Klassik (1986–88) und dem Bundesjugendjazzorchester (1987–91) an. Von 1988 bis 1992 studierte er an der Hochschule für Musik Köln Jazz-Saxophon. Zwischen 1990 und 1996 war er gleichzeitig in Rotterdam im Fach Bassklarinette mit dem Schwerpunkt auf Zeitgenössische Musik eingeschrieben.
Gemeinsam mit Klaus Graf gründete Schorn 1990 das Timeless Art Orchester. Etwa zur gleichen Zeit beginnt auch seine Zusammenarbeit im langjährigen, immer noch entwicklungsoffenen Duo mit Claudio Puntin, mit dem er 1992 auch bei Hermeto Pascoal spielte (mit Pascoals Gruppe trat er 2005 auch in Europa auf). Seit 1994 ist er zudem Mitglied der Kölner Saxophon Mafia. Seit 1996 leitet er die Bobby Burgess Big Band Explosion; seit 1997 war er der Baritonsaxophonist der NDR Bigband.

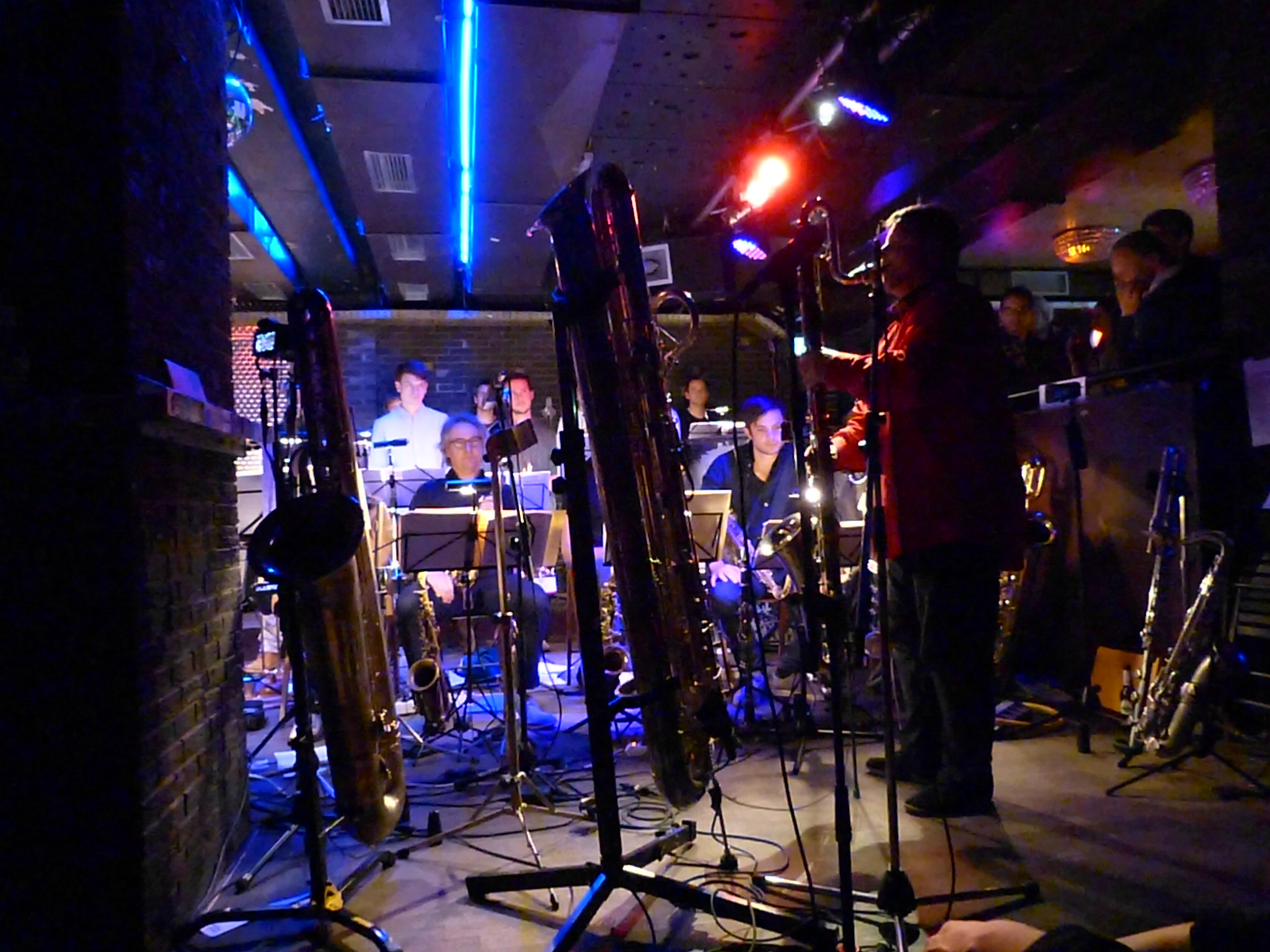
Steffen Schorn an der Kontrabass-Clarinette und seine weiteren tiefen Bass-Instrumente, u. a. das seltene Tubax im Konzert mit dem Subway Jazz Orchestra 2019 in Köln

Schorn setzt neben seinem Hauptinstrument, dem Baritonsaxophon, auch zahlreiche weitere, z. T. sehr selten genutzte Holzblasinstrumente wie die Piccolo- und die Bass-Flöte, das Basssaxophon, die Kontra-Altklarinette, die Kontra-Bassklarinette und das Tubax ein. Seine Kompositionen greifen teilweise über das Jazzgenre hinaus, so „Ella“ für Streicherensemble, Jazzband und Baritonsaxophon (1991) oder „Tiefenträume“ für zwei Solo-Holzbläser und Bigband (1994).
Schorn spielte unter anderem in der George Gruntz Concert Band, bei Joachim Kühn, Don Cherry, Sheila Jordan, Michael Brecker, Ray Anderson, Shirley Bassey, Uri Caine, Aki Takase, Gary Burton, Dianne Reeves, Al Jarreau, Natalie Cole, Nils Landgren, Dino Saluzzi, Klaus König, Lars Møller, Lucas Niggli und Nils Wogram. 2006 war er an der Uraufführung von Infra für tiefe Töne von Johannes Fritsch beteiligt. Zu hören ist er u. a. auch auf Jürgen Friedrichs Semi Song (2022).
Seit 2001 ist er Professor an der Jazz-Abteilung der Hochschule für Musik Nürnberg. Dort leitet er die Jazz-Kompositionsklasse, unterrichtet Saxophon und Ensemblespiel und ist künstlerisch für den Jazzunterricht verantwortlich.

## Auszeichnungen und Preise
- 1991 Finalist European Jazz Competition (Schorn Puntin Duo)
- 1993 Goldener Amadeus, 1. Preis Musik Kreativ Wettbewerb
- 1994 Förderpreis des Landes Nordrhein-Westfalen für junge Künstlerinnen und Künstler
- 1994 Southern Comfort's Jazzmusician of the Year
- 1999 Landesjazzpreis Baden-Württemberg
- 1999 SWR-Jazzpreis (mit der Kölner Saxophon Mafia)
- 2002 Quartalspreis der Deutschen Schallplattenkritik (Kölner Saxophon Mafia für die CD 20 Jahre Saxuelle Befreiung)
- 2003/04 1. Preis bei JazzArt in NRW mit Triosphere
- 2004 Quartalspreis der Deutschen Schallplattenkritik (Kölner Saxophon Mafia für spaceplayer)
- 2004 Quartalspreis der Deutschen Schallplattenkritik (Triosphere)
- 2009 WDR-Jazzpreis für Komposition

## Diskographie (Auswahl)
- Zurich Jazz Orchestra & Steffen Schorn: To My Beloved Ones (Mons 2022)
- Zurich Jazz Orchestra & Steffen Schorn: Dedications (Mons 2021)
- Steffen Schorn, Norwegian Wind Ensemble: Hermeto´s Universe (Mons 2020)
- Raschèr Saxophone Quartet|Steffen Schorn|Roger Hanschel: Was weite Herzen füllt. Music for six saxophones (Paschen 2019)
- Zurich Jazz Orchestra & Steffen Schorn: Three Pictures (Mons 2018)
- Steffen Schorn Ensemble Cellular Structures (Jazzhaus 2018, rec. 2000)
- Steffen Schorn Septet Tiefenträume (2015) (Pure Audio 2015; rec. 2005)
- Steffen Schorn & Lars Andreas Haug: Soul Twins (Glacier Records, 2015)
- Steffen Schorn & SWR Big Band: Die Besten aus Südwesten (Edel 2012)
- Steffen Schorn´s Universe of Possibilities: Universe of Possibilities (Jazzsick 2011)
- hr-Bigband, Steffen Schorn: Viva o Som - the Music of Hermeto Pascoal (hrmj 2009)
- Triosphere: Triosphere (Jazz'n'Arts Records 2004; Vierteljahrespreis der deutschen Schallplattenkritik)

## Lexigraphische Einträge
- Martin Kunzler: Jazz-Lexikon. Band 2: M–Z (= rororo-Sachbuch. Bd. 16513). 2. Auflage. Rowohlt, Reinbek bei Hamburg 2004, ISBN 3-499-16513-9.